# Cele ce plutesc
Cele ce plutesc este un film românesc din 2009 regizat de Mircea Daneliuc. Rolurile principale au fost interpretate de actorii Valentin Popescu, Olimpia Melinte și Liviu Pintileasa.

## Distribuție
Distribuția filmului este alcătuită din:
- Valentin Popescu — Avram, un țăran dintr-un sat dunărean din Mehedinți care a locuit 6 ani în Italia și, reîntors acasă, crește câini de pază pentru a-i vinde italienilor
- Olimpia Melinte — Magda, soția lui Romică și nora lui Avram
- Liviu Pintileasa — Romeo („Romică”), fiul lui Avram
- Nicodim Ungureanu — șeful postului comunal de poliție
- Magda Cernat — Liana, soția lui Avram
- Cuzin Toma — Ion, un țigan expulzat de la Roma care trăiește într-o tabără de la marginea satului, violatorul Magdei (menționat Toma Cuzin)
- Mihai Bica — Florea, consăteanul lui Avram, complicele lui Ion
- Claudiu Maier — agent de poliție
- Serghei Mizil — conductorul de tren (menționat Serghei Niculescu-Mizil)
- Geni Macsim
- Adrian Andone — polițistul criminalist
- Raluca Păun — soția lui Florea
- Dumitru Bârboră
- Mihai Dorobanțu
- Laurențiu Dincă

## Producție
Scenariul filmului, intitulat inițial Trupul dușmanului tău, a câștigat concursul de proiecte cinematografice organizat de Centrul Național al Cinematografiei (CNC) în perioada noiembrie–decembrie 2007 și a primit o finanțare de 1.000.000 lei.

## Primire
Filmul a fost vizionat de 1.674 de spectatori în cinematografele din România, după cum atestă o situație a numărului de spectatori înregistrat de filmele românești de la data premierei și până la data de 31 decembrie 2014 alcătuită de Centrul Național al Cinematografiei.